# Batería alcalina recargable

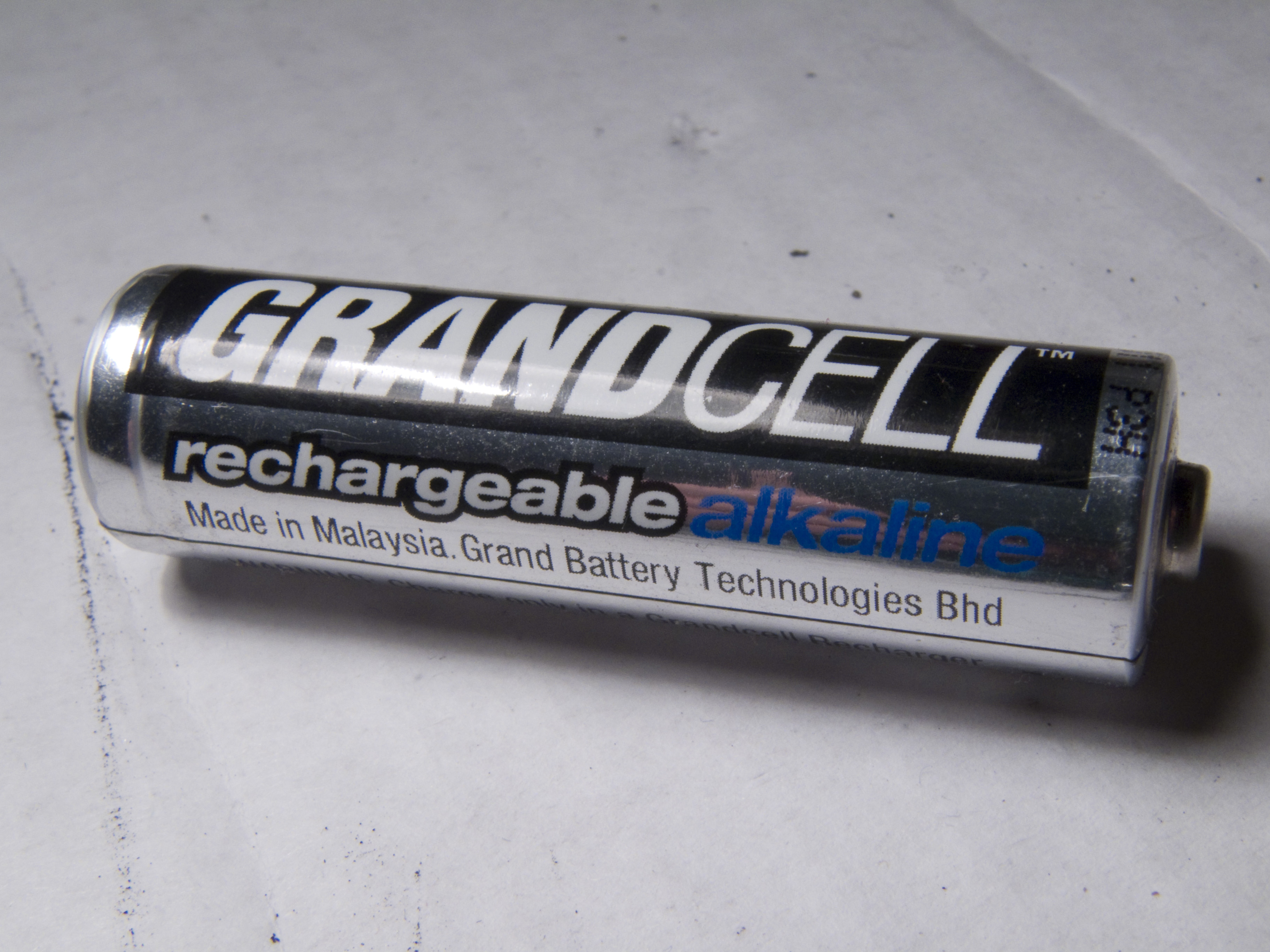
Batería alcalina recargable AA

Una batería alcalina recargable (también conocida como alcalina recargable o  alcalina recargable de manganeso - RAM) es un tipo de batería alcalina que es capaz de recarga para un uso repetido.
La tecnología alcalina recargable de primera generación fue desarrollada por Battery Technologies Inc en Canadá y con licencia para Pure Energy, EnviroCell, Rayovac y Grandcell.    posteriormente fueron introducidos algunos avances en la tecnología, añadiendo una patente.

## Características

Esquema de una pila alcalina recargable.

Las pilas alcalinas recargables se fabrican totalmente cargadas y tienen la capacidad de mantener su carga durante años, más que las de NiCd y NiMH, que se autodescargan. Su capacidad es de aproximadamente 2/3 la de las pilas alcalinas primarias. Por construcción, son pilas secas, completamente selladas y no requieren mantenimiento.
A medida que se descarga una batería alcalina, los productos químicos dentro de la batería reaccionan para crear una corriente eléctrica. A medida que se acumulan los productos químicos de la reacción, la batería ya no puede suministrar la corriente adecuado y la batería se agota. Al coatería en sentido inverso, el equilibrio se puede desplazar hacia los reactivos originales. Las diferentes baterías se basan en diferentes reacciones químicas. Algunas reacciones son fácilmente reversibles, otros no. Las reacciones utilizadas en la mayoría de las baterías alcalinas entran en esta última categoría. Así mismo, el zinc metálico generado por la conducción de una corriente inversa a través de la celda generalmente no volverá a su ubicación original y puede formar cristales que dañen la capa del separador entre el ánodo de la batería y el electrolito.

## Impacto ambiental
Las pilas alcalinas recargables tienen una alta eficiencia de recarga y al poderse hacer un uso repetido tienen un menor impacto ambiental que las pilas desechables., Aparte que Según las páginas web de EnviroCell y PureEnergy y de acuerdo con el envase antiguo de Rayovac, las baterías alcalinas recargables de estos fabricantes no tienen mercurio ni cadmio.

## Formatos
Los formatos incluyen AAA, AA, C, D  y baterías de clip (snap-on) de 9 voltios. Las pilas alcalinas recargables se fabrican totalmente cargadas y tienen la capacidad de mantener su carga durante años, al contrario de las de NiCd y NiMH , que se descargan por sí solas con el paso del tiempo.

## Comparación con otras baterías recargables

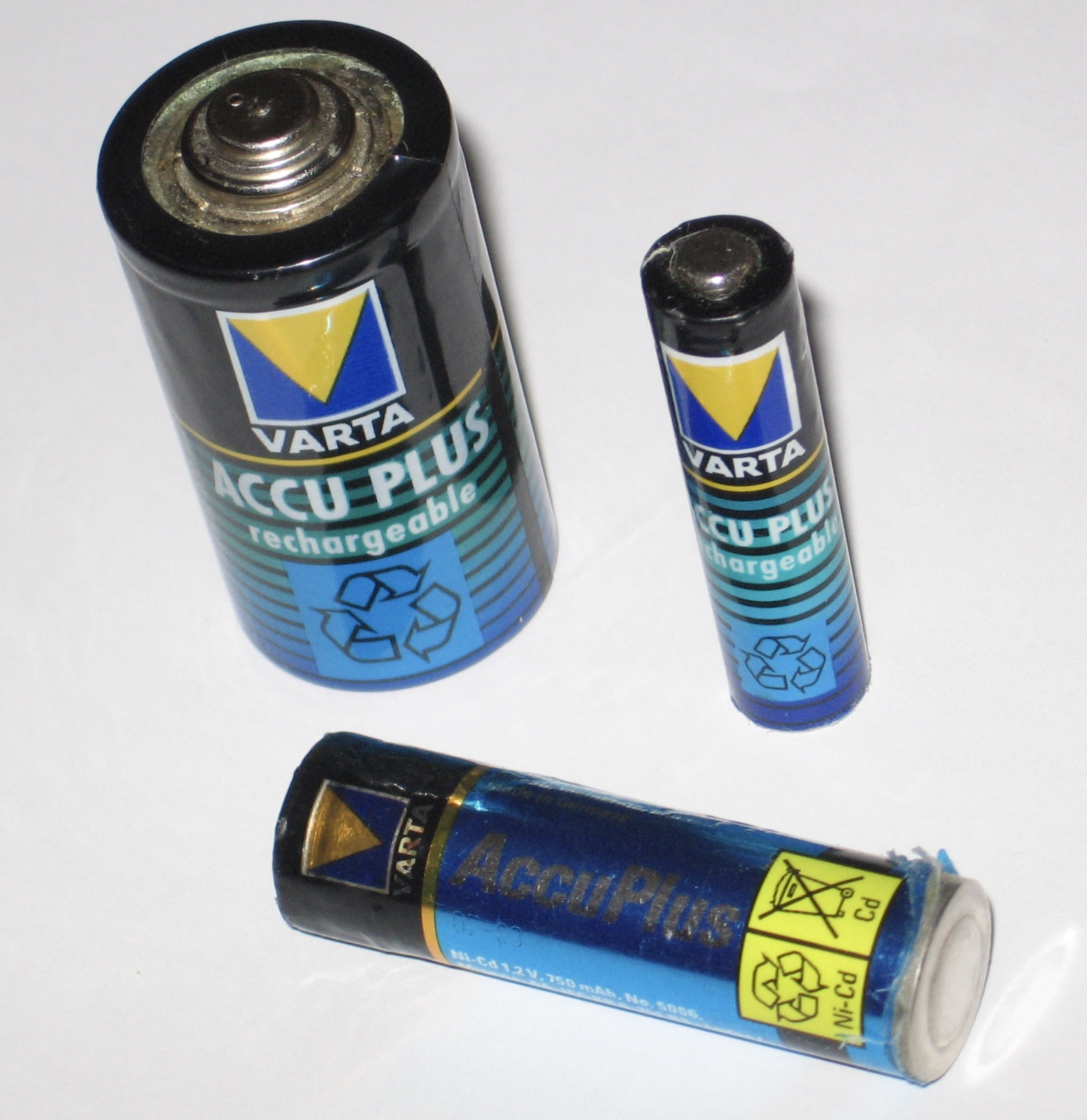
Acumuladores de NiCd de 1,2v (tipo C, AA y AAA)

Las pilas alcalinas recargables tienen una ciclo de vida limitado, que se ve afectado por una descarga profunda; el primer ciclo da la mayor capacidad, y si una pila se descarga totalmente sólo puede proporcionar 20 ciclos. La energía disponible en cada ciclo disminuye. Al igual que las células alcalinas primarias, tienen una resistencia interna relativamente alta, por lo que no son aptos para suministrar una corriente elevada (por ejemplo, una aplicación que descargue su capacidad total en una hora).
Las pilas alcalinas recargables mostraron un ligero aumento de ventas en 2016 y se espera que mantengan su participación hasta el año 2020, pero las recargables de litio muestran el crecimiento más significativo.
A diferencia de las baterías alcalinas recargables, las baterías NiMH pueden soportar desde unos cientos hasta mil (o más) ciclos de descarga profunda, lo que resulta en una larga vida útil; su limitación es ahora más bien para la edad que para los ciclos. La capacidad de las baterías de NiMH es muy similar a la de las baterías alcalinas. A diferencia de todas las baterías alcalinas (recargables o no), la resistencia interna es baja. Esto los hace adecuados para aplicaciones de alto consumo.

## Recarga de pilas alcalinas desechables

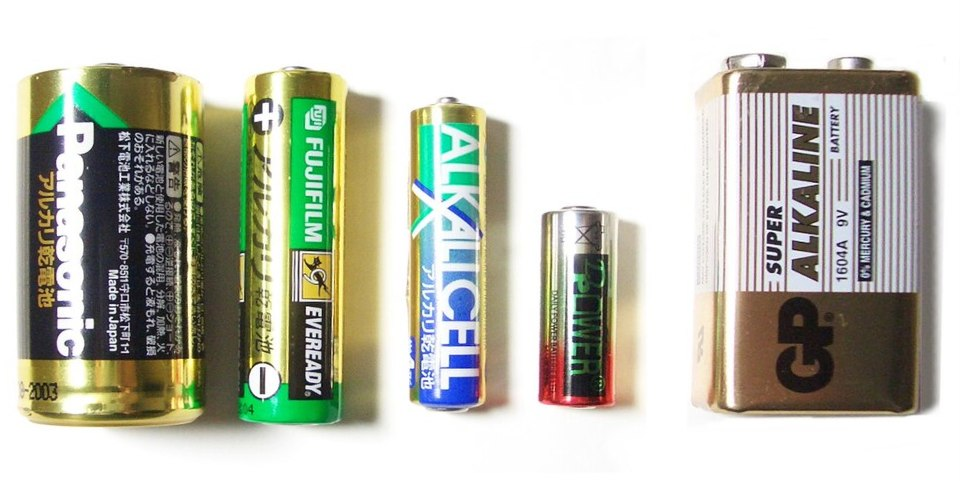
Pilas alcalinas desechables.

Los fabricantes de pilas no recomiendan la recarga de las pilas alcalinas desechables, y advierten que puede ser peligroso. Intentar recargar una batería alcalina descargada puede provocar la producción de gas dentro del recipiente. Como normalmente la pila está sellada, la presión generada por la acumulación rápida de gas puede abrir el sello de alivio de presión y provocar fugas de electrolito. El hidróxido de potasio del electrolito es corrosivo y puede causar lesiones y daños, especialmente en los contactos de la batería del equipo que las utiliza.
A pesar de este consejo, se recargan baterías alcalinas, y se venden cargadores diseñados para este fin. La capacidad de recarga de una batería alcalina en este escenario disminuye con la cantidad de recargas, hasta que al cabo de unos diez ciclos ya no se puede recargar. La corriente continua de onda baja no es adecuada para recargar baterías alcalinas desechables; es más adecuado una corriente de impulsos de una frecuencia de 40 a 200 impulsos por segundo, con un ciclo de trabajo del 80%.
La carga por impulsos parece reducir el riesgo de electrolito, (normalmente hidróxido de potasio - KOH). Se emplea una corriente de carga baja para evitar la producción de gases que pueden estropear la celda. Las pilas totalmente agotadas se recargan con menos éxito que las pilas parcialmente descargadas, especialmente si se han almacenado en un estado de descarga total, por eso los fabricantes de estos cargadores no anuncian la posibilidad de recargar las pilas totalmente descargadas. Las pilas que han filtrado el electrolito hacia el eteriorson un peligro para la seguridad y no son adecuadas para su reutilización.